# MICRO (雑誌)
MICRO（マイクロ）とは、かつて新紀元社が発行していたコンピュータ関連雑誌。

## 概要
PCマガジンの別冊として創刊準備号が、そのほかに5号が発行された。「コンピュータとコミュニケーション時代の総合誌」と銘打ち、UNIX入門、人工知能プログラム入門、指将棋プログラムなどの連載を掲載していた。
1984年、5月号をもって休刊。